# Сарагоса (Коауила)
Сарагоса (исп. Zaragoza) — малый город в Мексике, штат Коауила, входит в состав одноимённого муниципалитета и является его административным центром. Численность населения, по данным переписи 2020 года, составила 11 150 человек.

## Общие сведения
Указ о создании поселения Сан-Фернандо-де-Аустрия был издан 29 декабря 1749 года, однако его основание затянулось до 1 февраля 1753 года.
7 августа 1827 года поселению был присвоен статус вилья, а название изменено на Сан-Фернандо-де-Росас.
27 февраля 1868 года поселение было переименовано в Сарагосу, в честь мексиканского генерала, участника войны за Реформы — Игнасио Сарагосы, и получило статус города.

## Фотографии

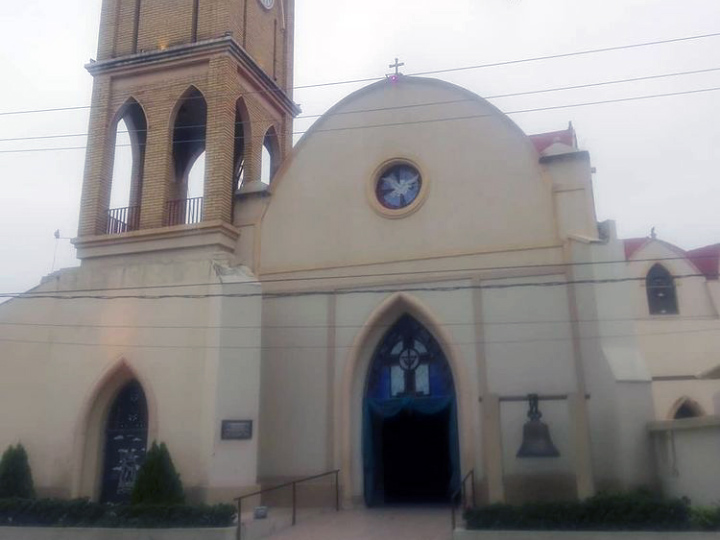
Церковь Святого Фернандо, построенная в XIX веке
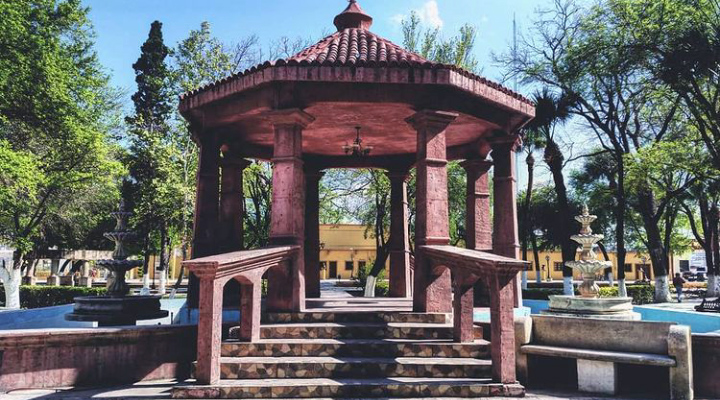
Беседка в центральном парке